# Salhan
Salhan (en francès Sailhan) és un municipi francès situat al departament dels Alts Pirineus i a la regió d'Occitània. Limita al nord amb Bourisp, a l'est amb Estença, al sud amb Ens i a l'oest amb Sent Lari e Sola.

## Demografia
| 1962                                       | 1968 | 1975 | 1982 | 1990 | 1999 | 2007 |
| ------------------------------------------ | ---- | ---- | ---- | ---- | ---- | ---- |
| 147                                        | 128  | 101  | 90   | 106  | 104  | 137  |
| Des de 1962: població sense dobles comptes |      |      |      |      |      |      |

## Administració
| Període   | Identitat         | Partit |
| --------- | ----------------- | ------ |
| 2001-2008 | Berthe Cazala     |        |
| 2008-     | Jean-Pierre Turmo |        |